# Robert Lee Moore (Politiker)
Robert Lee Moore (* 27. November 1867 bei Scarboro, Screven County, Georgia; † 14. Januar 1940 in Statesboro, Georgia) war ein US-amerikanischer Politiker. Zwischen 1923 und 1925 vertrat er den Bundesstaat Georgia im US-Repräsentantenhaus.

## Werdegang
Robert Moore besuchte die öffentlichen Schulen seiner Heimat einschließlich der Scarboro Academy. Danach setzte er seine Ausbildung am Georgia Military College in Milledgeville und an der Moore’s Business University in Atlanta fort. Nach einem anschließenden Jurastudium an der University of Georgia in Athens und seiner im Jahr 1890 erfolgten Zulassung als Rechtsanwalt begann er in Statesboro in seinem neuen Beruf zu arbeiten. Dort schlug er auch als Mitglied der Demokratischen Partei eine politische Laufbahn ein.
In den Jahren 1906 und 1907 war Moore Bürgermeister von Statesboro. Zwischen 1913 und 1916 fungierte er als Staatsanwalt im mittleren Gerichtsbezirk von Georgia. Bei den Kongresswahlen des Jahres 1922 wurde er im ersten Wahlbezirk von Georgia in das US-Repräsentantenhaus in Washington, D.C. gewählt, wo er am 4. März 1923 die Nachfolge von James W. Overstreet antrat. Da er im Jahr 1924 von seiner Partei nicht zur Wiederwahl nominiert wurde, konnte er bis zum 3. März 1925 nur eine Legislaturperiode im Kongress absolvieren.
Nach seiner Zeit im US-Repräsentantenhaus zog sich Robert Moore aus der Politik zurück. In den folgenden Jahren arbeitete er wieder als Anwalt. Er starb am 14. Januar 1940 in Statesboro, wo er auch beigesetzt wurde.